# Circuito Sudamericano de Seven Femenino 2014-15
El Circuito Sudamericano de Seven Femenino del 2014-15 fue la segunda y última serie de torneos de selecciones de rugby 7 que organizaba por la Confederación Sudamericana de Rugby (CONSUR).
Aunque no formó parte del Circuito, la CONSUR lista al Torneo Valentín Martínez organizado por el Carrasco Polo Club de Uruguay como uno de los 3 torneos veraniegos en que participaron selecciones femeninas de rugby 7.
El seleccionado brasilero participó sólo en el Valentín Martínez en Montevideo consagrándose campeón, los otros dos torneos se disputaron en Argentina y la victoria fue para las locales.

## Itinerario
| Itinerario de la temporada 2014-15 | Itinerario de la temporada 2014-15 | Itinerario de la temporada 2014-15          | Itinerario de la temporada 2014-15 | Itinerario de la temporada 2014-15 |
| Seven                              | Año                                | Sede                                        | Fecha                              | Ganador                            |
| ---------------------------------- | ---------------------------------- | ------------------------------------------- | ---------------------------------- | ---------------------------------- |
| Seven de la República              | 2014                               | Club Atlético Estudiantes, Paraná           | 6 y 7 de diciembre de 2014         | Argentina                          |
| Seven de Mar del Plata             | 2015                               | predio Salvador Tatore Vuoso, Mar del Plata | 10 y 11 de enero de 2015           | Argentina                          |

## Posiciones
Ubicación de las selecciones en cada torneo.
| Selección | República | Mar del Plata |
| --------- | --------- | ------------- |
| Argentina | 1º        | 1º            |
| Colombia  | no jugó   | 3º            |
| Chile     | 4º        | 4º            |
| Paraguay  | 3º        | 5º            |
| Perú      | 5º        | 7º            |
| Uruguay   | 2º        | 6º            |
| Venezuela | no jugó   | 2º            |